# Wokai
Wokai — международная компания, осуществлявшая деятельность в сфере микрофинансового кредитования бедных слоев населения в Китае. Компания выступала связующим звеном между инвесторами со всего мира и получателями кредита на фермерском рынке Китая.
Образована в 2007 году. Являлась подразделением американской некоммерческой организации 501(c)(3), в 2012 году свернула свою деятельность в связи с рядом внутренних проблем.

## История
Кейси Уилстон и Кортни МакКолган создали компанию Wokai в марте 2007 года. Офисы компании располагались в Пекине и Окленде. За время существования было выдано более 1500 кредитов на суммы свыше 450 000 долларов, процент возврата кредитов составил 98 %. Согласно исследованиям компании, более 4000 человек, благодаря кредитам, смогли выйти за пределы черты бедности.
Компания осуществляла свою деятельность в тесной связке с «полевыми партнерами», которыми выступали несколько аккредитованных организаций, занимающихся микро кредитованием на сельскохозяйственном рынке Китая.
Эти компании предоставляли Wokai профили потенциальных заемщиков с описанием целей, на которые требовались кредиты, далее профайлы размещались на сайте организации, где любое физическое или юридическое лицо со всего мира могло выступить кредитодателем. После этого, средства переводились на счет «партнера» и далее выдавались непосредственно получателю кредита.
Средний размер выдаваемых кредитов составлял около 300 долларов США, как правило, использовался заемщиком для решения текущих задач ведения бизнеса, таких как увеличение поголовья скота, закупка кормов и прочее. После погашения кредита, «полевые партнеры» возвращали средства обратно Wokai.
Согласно условиям работы, любой кредитор имел право выдавать средства в долг не более трех циклов.
Для получения денег компания использовала платежную систему Google Checkout. Согласно прописанным договоренностям, «полевые партнеры» не имели права выдавать кредиты свыше 20 % годовых, при этом средний показатель процентной ставки кредитов Wokai равнялся 15 %.
В большинстве случаев кредитодателями выступали этнические китайцы, не проживающие на территории Китая, но желающее поддержать фермерское сельское хозяйство на своей родине.